# Colegio de San Simón
El Colegio Nacional de San Simón es una institución de educación secundaria de carácter público, uno de los más antiguos por su fundación, incluso por encima del Conservatorio del Tolima. Es uno de los más prestigiosos de los establecimientos públicos del Departamento del Tolima puesto que tuvo una gran cantidad de egresados que han ocupado cargos importantes en la vida laboral. El Colegio San Simón se encuentra ubicado en la ciudad de Ibagué, Colombia y fue fundado por Francisco de Paula Santander por decreto, el 21 de diciembre de 1822 (203 años) formando parte de la Comunidad Santanderina de Colombia.

## Historia
Se destinó para su establecimiento el convento suprimido de Santo Domingo con todas sus anexos. Correspondió a Esteban María de la Quintana recibir los bienes de que fue dotado el colegio y desempeñar el cargo de primer rector. Manuel Antonio Camacho Moya, eminente hombre público recibió bajo su cuidado la dirección del Colegio por los años de 1823 a 1834. En 1838 fue nombrado rector Mariano Melendro Posadas, quien ejerció el cargo hasta el momento en que estalló la Guerra de los Supremos. En las postrimerías de 1846 lo dirigió José María Melo, quien había sido militar en las guerras de la independencia y se había retirado de las filas, si bien años más tarde volvería a ser llamado al servicio activo. Melo, ya con el grado de general, accedió a la presidencia de la República en 1854 mediante un golpe de cuartel.
En 1854 se reunió en el edificio del colegio el Congreso Nacional y encargó de las funciones presidenciales a don José de Obaldía. En 1886, a comienzos del período conocido en Colombia como La Regeneración, dirigió los destinos del plantel Bernardino Torres Torrente, quien fue sucedido por Juan N. Méndez. Durante las guerras civiles de fin de siglo, en especial la Guerra de los mil días en 1900, el colegio se vio obligado a suspender sus actividades. Luego se inició la que podría llamarse segunda etapa del plantel, con la rectoría del sacerdote francés Felix Rougier.
De allí en adelante desfiló por su rectoría una pleyade de intelectuales y maestros de varias generaciones de tolimenses: Jesús Caicedo Leiva, Telésforo Jiménez, Manuel Antonio Botero; y más adelante Manuel Antonio Bonilla, Luís Tomás Fallan, Gabriel Didyme-Dome, Aurelio Martínez Mutis, Domingo Torres Triana, entre otros.

## Egresados destacados
Prestantes hijos del Tolima se formaron en San Simón. Entre ellos figuran don Manuel Murillo Toro quien fue Presidente de Colombia en 1864, el señor General Gabriel Paris Presidente de Colombia en 1957, el jurista Nicolás Esguerra, candidato a la presidencia de la República en 1914 y el historiador Aníbal Galindo, una de las inteligencias más ilustres de la historia colombiana.
Durante los últimos cincuenta años del siglo XX, brillaron personajes que se educaron en sus aulas; como los juristas Alberto Camacho Angarita, más tarde el ministro de Estado: Carlos Peláez Trujillo, el magistrado de la Corte Suprema de Justicia: José Ignacio Narváez, el consejero de Estado: Simón de la Pava Salazar, el presidente del Colegio Nacional de Abogados: Augusto Trujillo Muñoz, el senador de la República: Cesáreo Rocha Ochoa, más tarde gobernador del Departamento. De igual manera, el actual defensor del pueblo del Tolima, Miguel Angel Aguiar Delgadillo.
También fueron estudiantes del Colegio, en el mismo período mencionado, destacados economistas, médicos, ingenieros, dirigentes de opinión y líderes políticos. Cabe mencionar entre ellos Adriano Tribín Piedrahíta, dirigente deportivo, alcalde de Ibagué y representante a la Cámara; Rafael Caicedo Espinosa, gobernador del Tolima y ministro de Estado; Guillermo Angulo Gómez, senador de la República y ministro de Estado; Alberto Santofimio Botero, senador de la República y ministro de Estado; Ariel Armel Arenas, presidente de la Asociación de Consumidores y gobernador del Tolima, Pedro J. Ramos, contralor departamental y Gregorio Rudas, gobernador del Departamento.
En la actualidad dentro de los cargos públicos más representativos desempeñados por egresados Simonianos se encuentra el Defensor del Pueblo del Tolima; Dr. Miguel Ángel Aguiar Delgadillo, el exgobernador del Departamento del Tolima, Dr. Luis Carlos Delgado Peñón, y el exalcalde la Ciudad de Ibagué, Dr. Luis H. Rodríguez Ramírez.

## Actualidad
En 1996 al certificarse el Departamento del Tolima para la prestación de servicio educativo el Colegio pasó a ser Institución Departamental y en el año 2002 al certificarse el municipio de Ibagué para la prestación del servicio educativo el Colegio se transformó en la institución educativa Colegio San Simón, siéndole fusionado el Jardín Infantil Nacional para el servicio de preescolar, la Escuela Urbana Mixta Restrepo y Escuela Urbana Mixta Montealegre para el servicio de la básica primaria.  Hoy la cobertura de servicio de preescolar, los nueve grados de educación básica y los dos grados de educación media los ofrece a través de 124 grupos con una población aproximada de 4500 estudiantes.
Su sede principal se encuentra ubicada en la Carrera Quinta calles 33 y 36, teléfonos 2644607, 2661612, Fax 2641519.
El rector actual de la Institución es el Especialista Dagoberto Portela.
Los representantes personeros desde su aparición se han destacado por la constante proposición de grupos estudiantiles, donde el expersonero Juan Reyes colaboró en la creación del hoy desintegrado grupo JuSiA (Juventud Simoniana Activa). El expersonero Daniel R. Cruz, quien realizó los primeros acercamientos para la realización del congreso de representantes de colegio santanderinos realizado en el año 2012. Durante el año 2011 la y transición de la ley 230 a la 1290 y los constantes atropellos ala comunidad estudiantil desembocaron en el paro liderado por el expersonero Juan S. Suárez. el estatuto de personeria está dentro del marco legal de la ley 115 de 1994, y el régimen de la asociación de personeros estudiantiles de Ibagué o ASOPEI.

## Escudo
El triángulo equilátero representa la formación integral del SER SIMONIANO, un ser humano formado en su triple dimensión cuerpo, mente y espíritu. Representa el equilibrio, la armonía y la perfección humana. El color rojo bordea el triángulo haciendo alusión a la capacidad de amar, al deseo de superación y al liderazgo. 
Sobre la franja roja del triángulo, está escrito el nombre COLEGIO DE SAN SIMÓN escrito a los lados y el año de fundación institucional 1822, en la parte inferior.
La cumbre nevada en fondo azul hace referencia al icónico nevado del Tolima, representa el deseo del ser simoniano de alcanzar grandes metas e ideales, superar los obstáculos en el camino de la vida y perseverar ante la dificultad. También, evoca en la filosofía institucional la gesta libertadora de nuestros fundadores Simón Bolívar y Santander, por el paso del Páramo de Pisba impulsados por el deseo de alcanzar la libertad. El color verde representa la esperanza y la fe en un mejor porvenir.
La frase EN LATIN “ FERIAM SIDERA VERTICE” tomada de la Oda primera del poeta Romano Horacio, quien vivió entre el año 65 y 8 antes del presente, es un extracto de la frase “Sublimi Feriam Sidera Vértice” que traduce “me levantaré hasta que mi cabeza golpee las estrellas”. La frase expone los ideales humanos más sublimes y el deseo del ser simoniano de alcanzarlos.
La estrella de cuatro puntas es señal de gloria e indica los cuatro puntos cardinales orientan a los simonianos para dejar sus huellas en el mundo y hacer historia.
Autor: Dr. Luis Carlos Salinas Traslaviña. Docente Colegió de San Simón.

## Origen de su nombre
Muchos mitos rondan el origen del nombre de los colegios santanderinos, en especial el del colegio San Simón, entre alguno de ellos se dice que el "San" proviene de la abreviatura del apellido Santander del fundador, el general Santander, y "Simón" del ya renombrado general Simón Bolívar, esto a forma de reconocimiento.
Entre otra de las historias que circundan el nombre del claustro ilustre, se relata que se deriva del nombre del apóstol Simón, puesto que Santander era católico, más esta propuesta no tiene otro argumento que sustente esta historia, el colegio cuenta además con una pintura del Santo Simón de allí este relato.

## Himno
El Himno de la institución, compuesto por coro y seis estrofas, tiene música autoría de Gustavo Gómez Ardila y letra por Emilio Rico. El colegio de San Simón ha recibido varias distinciones y condecoraciones por sus servicios a la Educación. Actualmente es reconocido por su majestuosa banda marcial, sus victoriosos deportistas y sus emprendedoras estudiantes.

### Letra
CORO
Loa a ti San Simón, claustro ilustre
del Tolima el más limpio Blasón,
gloria diste y darás a la patria,
loa a ti San Simón, San Simón 

I
Compañero estudiante, este Claustro
donde siempre estará Santander,
sólo tiene en su escudo este lema:
Ascender, ascender, ascender.

II
Codo a codo la estepa y el cerro
de tus aulas hicieron su hogar
y fundidos en un solo anhelo
a tu sombra juraron triunfar.
III
De tu seno figuras proceras
fueron carne de estatua y cincel,
que no en vano estarás en la historia
blasonado de mirto y laurel.
IV
Guerra a muerte juraste a la sombra,
la ignorancia ha dejado de ser,
porque tú has encendido en las mentes
la magnífica luz del saber.
V
Del gran prócer que vida te diera
te ha quedado una grata heredad:
el ser ara de libres y templo
donde siempre oficiá la verdad.
VI
Compañero estudiante a la meta
tu y yo somos también San Simón;
que si un día la vida nos vence,
al Colegio le hicimos traición.